# Puy Gros (Saint-Jacques-des-Blats)
Pour les articles homonymes, voir Puy Gros.
Le puy Gros est un sommet des monts du Cantal dans le Massif central.

## Géographie
Le puy, couronné d'une croix métallique, est situé sur une ligne de crête entre le puy de Bâne et le puy de la Cède, entre les communes de Saint-Jacques-des-Blats et de Pailherols.

## Activités

### Protection environnementale
Le sommet est inclus dans le site Natura 2000 « Massif cantalien », dans la ZNIEFF de type 2 « Monts du Cantal », ainsi que dans la ZNIEFF de type 1 « Plomb du Cantal et Prat-de-Bouc ».

### Randonnée
La montagne est traversée par le sentier de grande randonnée 400 et le sentier de grande randonnée 465.